# Otello o la deficienza della donna
Otello o la deficienza della donna è uno spettacolo teatrale del 1979, riedito nel 1985, diretto, curato e interpretato da Carmelo Bene, tratto da Shakespeare. Musiche di Luigi Zito.

## Trama

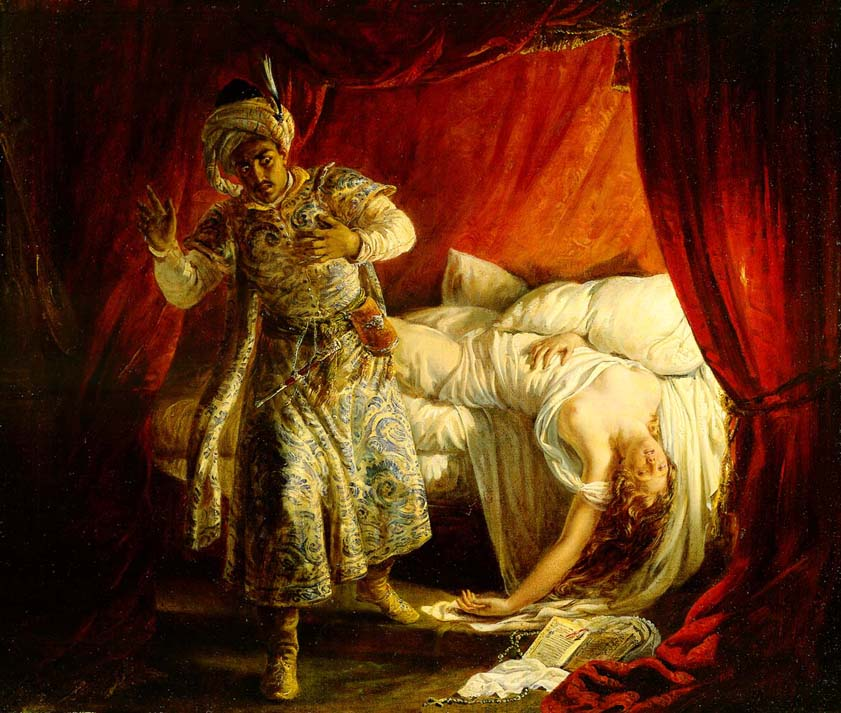
Otello uccide la moglie Desdemona

Otello, il Moro di Venezia, è stato nominato Capitano delle Guardie del Doge. Il perfido Jago, per attentare alla sua salute psichica e manovrarselo come vuole, fa credere ad Otello che un giovane soldato stia facendo la corte a Desdemona, moglie del moro, la quale è perfettamente estranea ad ogni desiderio di tradimento. Otello però si fa ingannare dai trucchi di Jago ed uccide la donna, senza che questa faccia nulla per ribellarsi.

## Altre edizioni
Teatro:
- 1985 - Otello, da William Shakespeare (II edizione). Con C. Borgognoni, V. De Margheriti, B. Fazzini, Isaac George, F. Mascherra, A. Perino, M. Polla De Luca. Musiche: Luigi Zito. Scene e costumi di Carmelo Bene. Pisa, Teatro Verdi (1985).

Televisione:
- 2002 – Otello o la deficienza della donna di William Shakespeare secondo Carmelo Bene, riprese del 1979; girato in due pollici, durata circa 15 ore, presso gli studi Rai di Torino; montaggio 2001/2002 di C.B. e Marilena Fogliatti; regia scene, costumi e interprete[2] principale C.B.; musiche Luigi Zito; altri interpreti: Cosimo Cinieri, Michela Martini, Rossella Bolmida, Cesare Dell'Aguzzo, Beatrice Giorgi, Jean-Paul Boucher; produzione RAI; in onore di Carmelo Bene proiettato in prima internazionale al Teatro Argentina il 18 marzo 2002.; durata 76' 46”.

Radio:
- 1979 - Otello; da William Shakespeare